# Triphysaria
Triphysaria es un género  de plantas con flores perteneciente a la familia Orobanchaceae.   Comprende 7 especies descritas y de estas, solo 6 aceptadas.

## Taxonomía
El género fue descrito por Fisch. & C.A.Mey. y publicado en Index Seminum (St. Petersburg) 2: 52. 1836.    La especie tipo es: Triphysaria versicolor

## Especies aceptadas
A continuación se brinda un listado de las especies del género Triphysaria  aceptadas hasta mayo de 2014, ordenadas alfabéticamente. Para cada una se indica el nombre binomial seguido del autor, abreviado según las convenciones y usos: 
- Triphysaria chinensis  (D.Y. Hong) D.Y. Hong
- Triphysaria eriantha
- Triphysaria floribunda T.I. Chuang & Heckard
- Triphysaria micrantha
- Triphysaria pusilla T.I. Chuang & Heckard
- Triphysaria versicolor